# Automolis rubricosta
Automolis rubricosta là một loài bướm đêm thuộc phân họ Arctiinae, họ Erebidae.